# Bruce Millan
Bruce Millan (5 d'octubre de 1927 Dundee, Escòcia- 21 de febrer de 2013) és un polític escocès que fou membre de la Comissió Delors entre 1989 i 1995.
Va estudiar a les escoles de Dundee. Membre del Partit Laborista, fou escollit diputat al Parlament de Westminster l'any 1959 per la circumscripció de "Glasgow Craigton", càrrec que va mantenir fins al 1983, sent reescollit diputat, en aquesta ocasió per la circumscripció de "Glasgow Govan", aquell any. Abandonà la política britànica el 1988. Així mateix, entre 1976 i 1979 fou nomenat Secretari d'Estat per Escòcia en el govern del primer ministre James Callaghan.
El 1989 fou designat membre de la Comissió Delors II, esdevenint Comissari Europeu de Política Regional i Cohesió, càrrec que va mantenir també en la Comissió Delors III fins al 1995.